# 瓦屋寺
瓦屋寺（かわらやじ）は、滋賀県東近江市建部瓦屋寺町にある臨済宗妙心寺派の寺院。山号は石崎山。本尊は千手観音。箕作山の中腹に位置する。「湖国百選 社/寺編」に指定された観光名所の1つ。瓦屋禅寺とも呼ばれる。

## 歴史
寺伝によると、聖徳太子が摂津国に四天王寺を建立しようとしたがその際に瓦を作製するために、蘇我馬子と小野妹子に命じて良質な土を求めさせた。すると、当地の山の土が粘土質で瓦を作製するのに適していた。そこで太子は「四神相応の霊土なり」といい、この土で渡来人の力を借りて瓦を10万6000枚以上作らせた。太子は山頂へ上ると木を斧で一刀し、十一面の千手観音像を彫って祀り「瓦寺」を建立したのが当寺の始まりとされる。
また、「輿地志略」による記述では、聖徳太子創建の旧跡であり、摂津四天王寺を建立する際に協力した、帰化人の秦氏が近江国で木材を調達したり、山の土で瓦を焼成し、この地に一寺を建立して太子によって「瓦屋寺」と号したとしている。箕作山からは飛鳥時代後期（白鳳期）以降の古瓦が多数出土しており、比較的古くからこの地で瓦が焼成されていたようである。
その後、廃れていたが寛平3年（891年）に東大寺の僧・源仁によって華厳宗の寺院として再興され、東大寺の末寺となる。当時、僧房は24宇とも、48坊あったともいう。
後に天台宗の寺院となっていたが、戦国時代に織田信長と六角義賢が対立すると永禄11年（1568年）9月12日に箕作城の戦いが発生し、当寺は兵火に掛かって全焼した。
正保2年（1645年）、八日市（現・東近江市）に奥州伊達氏の飛び地がある関係で、陸奥国松島瑞巌寺中興開山雲居希膺禅師の高弟・香山祖桂禅師が荒廃した瓦屋寺の姿を嘆き、師である雲居禅師の篤志者であった福原茂右衛門を願主として彦根藩井伊氏次席家老庵原朝真により本堂や鐘楼が再建された。こうして臨済宗妙心寺派の一寺として当寺は「瓦屋禅寺」として中興された。以降、当寺は庵原氏の菩提寺ともなった。また、庵原氏を介して彦根藩の保護と奨励を受ける。
延宝年間（1673年 - 1681年）に越後国十日町（現・新潟市）で酒屋を営む水野五右衛門の娘が天然痘に掛かってしまうが、当寺による祈祷で回復した。そのお礼として水野家によって新しく本堂が建立され、前の本堂は地蔵堂とされた。
1994年（平成6年）に金色大慈母観音像を再建する。

## 境内
山の上にある境内までは自動車で行くことができ駐車場もある。旧表参道は約2,000段の石段となっている。
- 本堂（国登録有形文化財） - 延宝年間（1673年 - 1681年）に越後国十日町（現・新潟市）で酒屋を営む水野五右衛門により再建。入母屋造り、ヨシ葺き。
- 地蔵堂（国登録有形文化財） - 正保2年（1645年）に八日市の福原茂右衛門により再建。昭和前期改修。以前の本堂。祀られている鐘鋳地蔵像は正保4年（1647年）に福原茂右衛門が奉納したもの。
- 書院
- 渡廊下
- 庫裏（国登録有形文化財） - 1871年（明治4年）再建。
- 土蔵
- 鐘楼（国登録有形文化財） - 正保年間（1644年 - 1648年）に八日市の福原茂右衛門により再建。

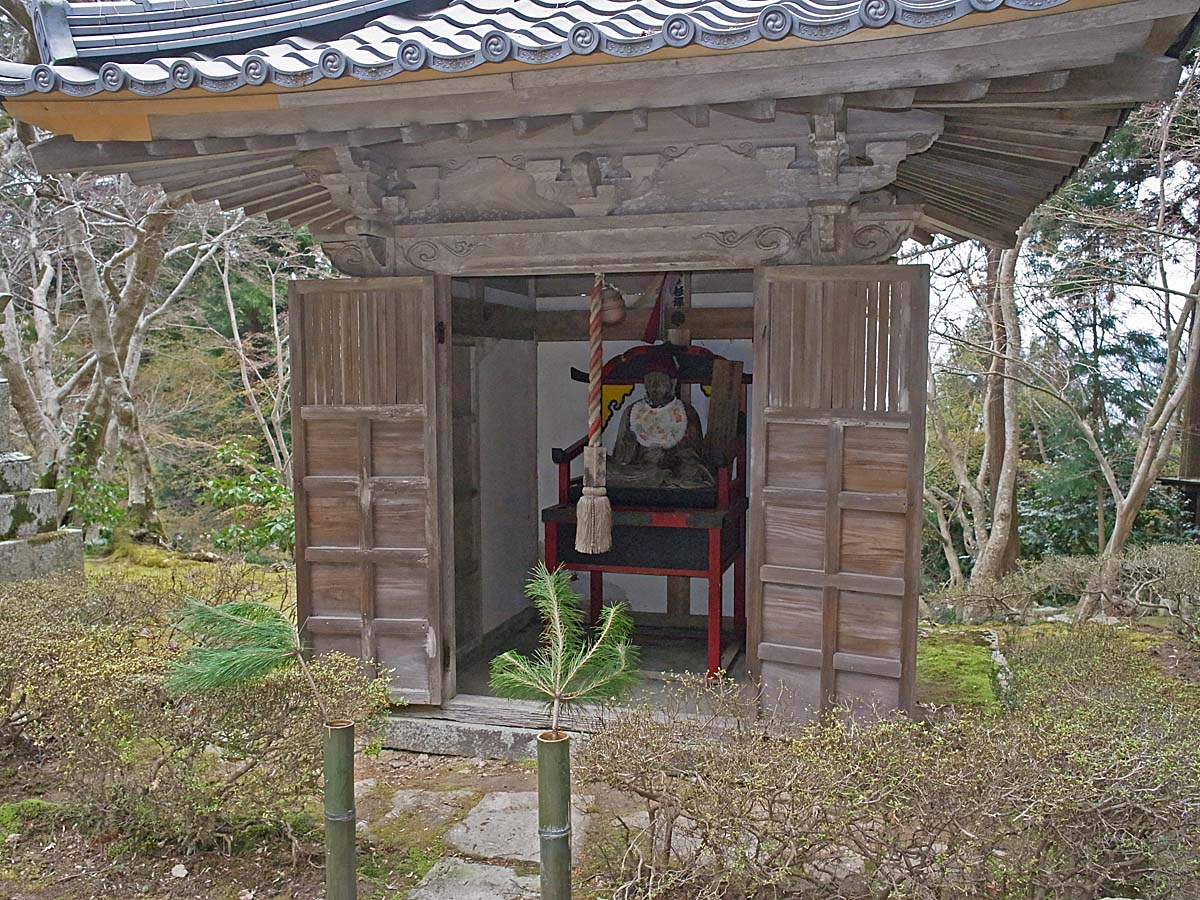
賓頭盧堂（国登録有形文化財） - 文政元年（1818年）建立。
- 弁財天堂
- 弁財池
- 経堂（海印蔵、国登録有形文化財） - 享保10年（1725年）再建。
- 開山堂（国登録有形文化財） - 元禄13年（1700年）再建。昭和前期改修。
- 不動堂
- 磐座
- 不動ヶ池
- 猛虎石
- 座禅石
- 鬼子母神堂
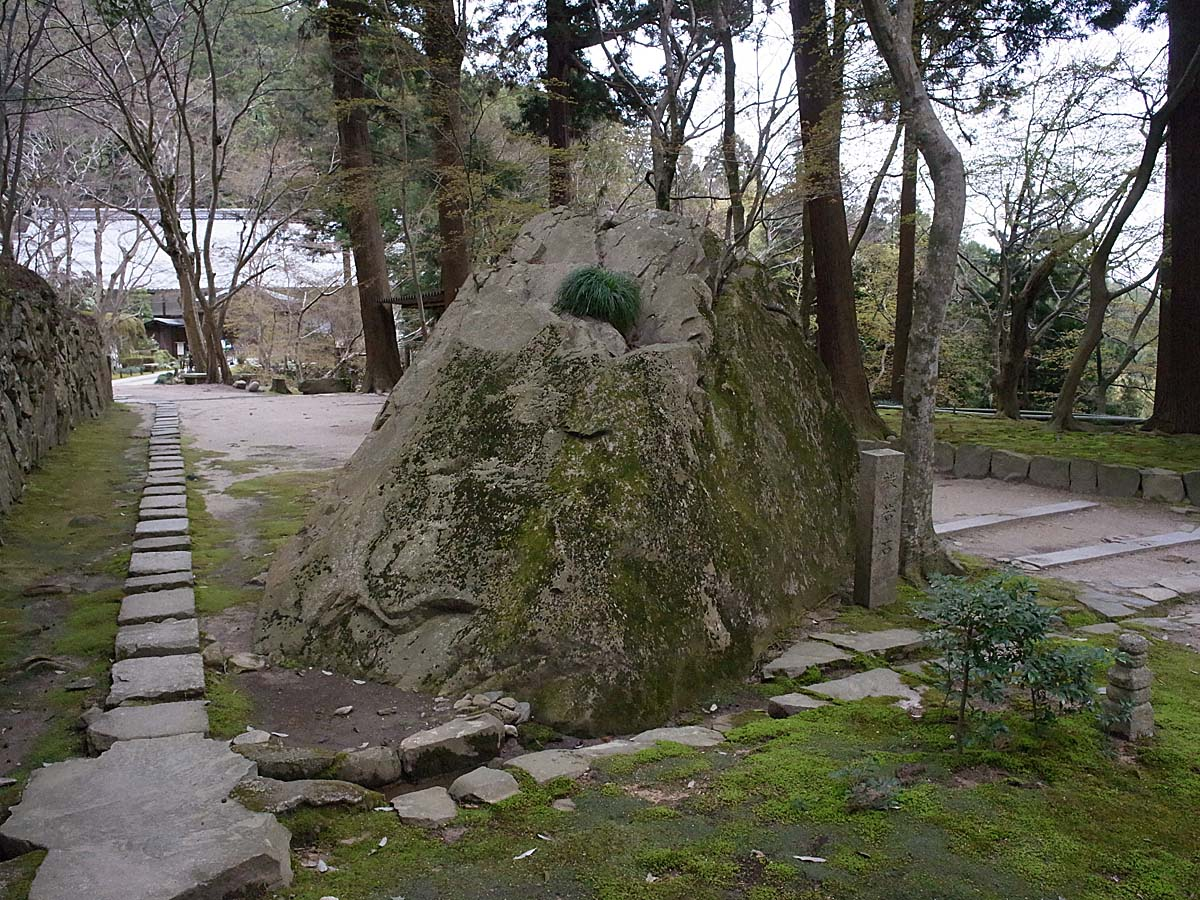
般若石
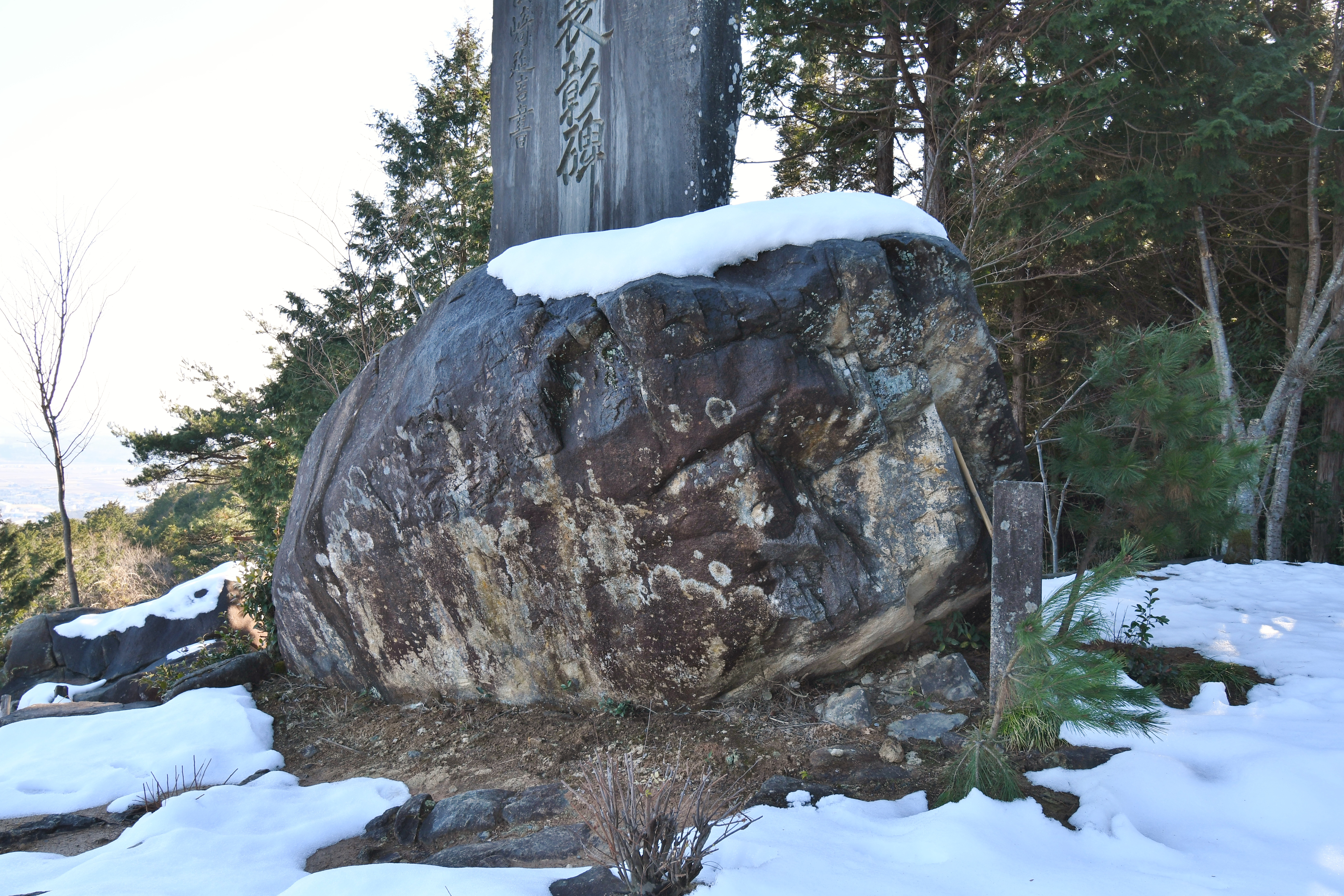
稲荷社
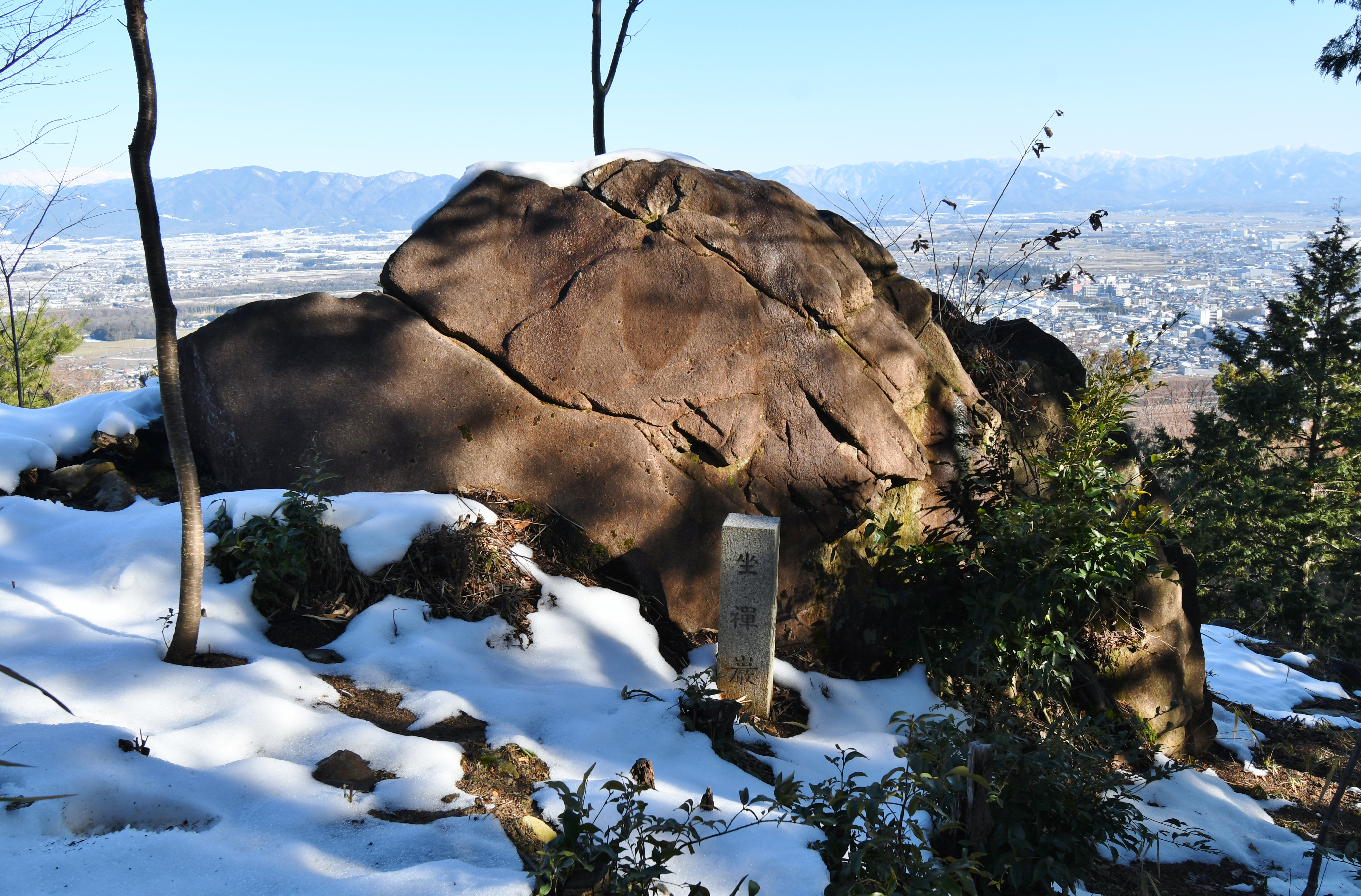
閻魔堂

- 賓頭盧堂
- 般若石
- 猛虎石
- 座禅石

## 文化財

### 重要文化財
- 木造千手観音立像 - 当寺の本尊。像高160.5 cm、カヤの一木造で素地。実際に手が千本ある。平安時代後期の作。疱瘡などの伝染病の予防や治癒に御利益があるとされ、芋を串に刺して仏前に供えたことから「芋観音」と称された。伝・聖徳太子作[2]。

### 国登録有形文化財
- 本堂[3]
- 地蔵堂
- 開山堂
- 経堂（海印蔵）附：輪蔵
- 賓頭盧堂
- 鐘楼
- 庫裏

### 東近江市指定有形文化財
- 木造四天王立像 4躯 - 平安時代後期の作。木造千手観音立像を守るように安置されている。伝・聖徳太子作[2]。

## 前後の札所
聖徳太子霊跡
29 勝鬘院愛染堂　-　30 瓦屋寺　-　31 西教寺
近江西国三十三箇所
17 大覚寺　-　18 瓦屋寺　-　19 観音正寺

## 交通アクセス
- 近江鉄道本線（湖東近江路線、水口・蒲生野線）・近江鉄道八日市線（万葉あかね線）八日市駅から車で15分、徒歩で約35分前後。